# ألكسيس جويس
ألكسيس جويس (بالإنجليزية: Alexis Joyce)‏ هي منافسة ألعاب القوى أمريكية، ولدت في 5 سبتمبر 1983.

## وصلات خارجية
- ألكسيس جويس على موقع الاتحاد الدولي لألعاب القوى (الإنجليزية)